# Gheorghe-Vlad Nistor
Gheorghe-Vlad Nistor, né le 25 juillet 1954 à Bucarest, est un homme politique roumain, membre du Parti national libéral (PNL).
Il est député européen depuis 2019.